# Bélgica en los Juegos Olímpicos de Estocolmo 1912
Bélgica estuvo representada en los Juegos Olímpicos de Estocolmo 1912 por un total de 36 deportistas que compitieron en 9 deportes.

## Medallistas
El equipo olímpico belga obtuvo las siguientes medallas:
| Nombre | Deporte   | Competición        |
| --- | --------- | ------------------ |
| Oro |           |                    |
| Paul Anspach | Esgrima   | Espada ind. M      |
| Paul Anspach Henri Anspach Robert Hennet Fernand de Montigny Jacques Ochs François Rom Gaston Salmon Victor Willems | Esgrima   | Espada por eqs. M  |
| Plata |           |                    |
| Polydore Veirman | Remo      | Scull ind. (M1x) M |
| Bronce |           |                    |
| Philippe Le Hardy de Beaulieu                                                                                       | Esgrima   | Espada ind. M      |
| Emmanuel de Blommaert (Clomore)                                                                                     | Hípica    | Saltos ind.        |
| Equipo | Waterpolo | Torneo M           |